# Pennsylvania Station (New York)
 For alternative betydninger, se Penn Station. (Se også artikler, som begynder med Penn Station)
Pennsylvania Station (normalt omtalt som Penn Station) er en stor jernbanestation til intercity- og pendlertog i New York City i USA. Den af Amtrak ejede underjordiske station ligger under dele af bygningskomplekset Pennsylvania Plaza, som blandt andre huser Madison Square Garden, ved 8th Avenue og 31st Street i Midtown. Dagligt benytter omkring 300.000 rejsende stationen (til sammenligning har Grand Central Terminal, også i Midtown, 140.000 daglige rejsende), hvilket giver op til 1.000 rejsende på 90 sekunder, som gør stationen til den travleste passagertransportfacilitet i USA, og langt den travleste jernbanestation i Nordamerika.
Penn Station er en station i Northeast Corridor, en elektrificeret jernbanelinje, der løber mellem Washington D.C. i syd og Boston i nord. Intercitytogene har Amtrak som operatør, mens pendlertogene har Long Island Rail Road og New Jersey Transit som operatør. Station har desuden forbindelse til seks af New York City Subways metrolinjer, samt over jorden adskillige busruter.

## Fodnoter
1. ↑  Jackson, Kenneth T., ed. Encyclopedia of New York City, pp. 498 and 891.
2. ↑  http://www.empire.state.ny.us/moynihanstation/default.asp Arkiveret 7. februar 2008 hos  Wayback Machine Hentet 28. november 2007. (Webside ikke længere tilgængelig)
3. ↑  Jackson, Kenneth T., ed. Encyclopedia of New York City, p. 891.

40°45′0″N 73°59′33″V / 40.75000°N 73.99250°V